# Domovní elektroinstalace
Domovní elektroinstalace je jako celek sdružení ovládacích, spínacích, jistících a výkonových prvků. Skládá se z vedení, spínačů, jističů, ochran a spotřebičů.
Základem každé nové budované domovní elektroinstalace je projektová dokumentace, zkráceně projekt. Ten realizuje projektant-technik, jenž má elektrotechnické vzdělání a patřičné zkoušky pro vykonávání funkce (§ 10 vyhlášky č. 50/1978 Sb.). Projekt se nejčastěji realizuje tak, že investor přednese projektantovi návrh, jak by měla elektroinstalace vypadat, kde by si přál umístění zásuvek, vypínačů, světel, ovládacích prvků a jiných komponentů. Projektant pak dle investorových přání a dle elektrotechnických norem vytvoří projekt, kde je zakresleno, jak bude výsledná elektroinstalace vypadat. Poté se přistupuje k realizaci. Tu provádí buď elektromontážní firma s příslušným oprávněním, nebo jednotliví elektrikáři, osoby samostatně výdělečně činné. Ale i ti musí mít příslušné zkoušky (§ 8 vyhlášky č. 50/1978 Sb.). Po dokončení elektroinstalace se hotová elektroinstalace musí před uvedením do provozu dle zákona vyzkoušet a provést revizi. Revizi a zkoušky provádí revizní technik, jenž musí mít též zkoušky (§ 9 vyhlášky č. 50/1978 Sb.). Po kontrole a měření vydá pak revizní technik zprávu o stavu instalace – revizní zprávu. Tam je uvedeno, zda je elektroinstalace způsobilá k provozu a bezpečnému užívání. Následně je elektroinstalace předána investorovi.
V případě domácnosti je situace podobná. Odběratel nejdříve požádá distributora elektřiny o zřízení elektrické přípojky pro novostavbu. Většinu kroků pak zařídí právě distributor (zpracování projektové dokumentace, vyřešení věcných břemen a výběr realizační firmy, která přípojku zhotoví). Když jsou tyto kroky hotovy, odběratel zavolá k novému odběrnému místu elektrikáře a revizního technika, který vydá revizní zprávu (s ne nutně pozitivním vyjádřením), zda či nakolik je odběrné místo připraveno k zapojení do elektrické sítě.